# Cerebro
El cerebro (del latín cerebrum, con su raíz indoeuropea ker, cabeza, en lo alto de la cabeza y brum, ‘llevar’; teniendo el significado arcaico de «lo que lleva la cabeza») es un órgano que centraliza la actividad del sistema nervioso y existe en la mayor parte de los animales.
En animales, como los invertebrados bilaterales, 
se entiende como cerebro a una serie de ganglios alrededor del esófago en la parte más anterior del cuerpo, (protóstomos) comprendidos por el protocerebro, deutocerebro y tritocerebro en artrópodos, ganglios cerebral, pleural y pedial en moluscos gasterópodos y masas supraesofágica y subesofágica en moluscos cefalópodos. También poseen cerebros muy simples los bilaterales como platelmintos, nematodos o hemicordados. Sin embargo, hay bilaterales que muestran muy pocos rasgos distintivos de cefalización como los bivalvos o briozoos. En algunas especies de invertebrados no existe un cerebro por carecer completamente de sistema nervioso, como los poríferos, los placozoos, los mesozoos, y otros, aunque poseen un sistema nervioso, carecen de rasgos definidos de centralización o cefalización al mostrar simetrías no bilaterales como los cnidarios, ctenóforos o equinodermos. En los vertebrados el cerebro se encuentra situado en la cabeza; en relación estrecha con los órganos de los sentidos como la visión, la audición, el equilibrio, el gusto y el olfato. El cerebro de los mamíferos es el órgano más complejo del cuerpo. El telencéfalo adquiere su máximo desarrollo y está formado por los hemisferios cerebrales. El cerebro humano contiene en la corteza cerebral, un número estimado de 20 000 000 000 (20 mil millones,  2 × 1010) de neuronas.
La función del cerebro como órgano, desde un punto de vista evolutivo y biológico, es ejercer un control centralizado sobre los demás órganos del cuerpo. El cerebro actúa sobre el resto del organismo por la generación de patrones de actividad muscular o por la producción y secreción de sustancias químicas llamadas hormonas. Este control centralizado permite respuestas rápidas y coordinadas ante los cambios que se presenten en el medio ambiente. Algunos tipos básicos de respuesta tales como los reflejos pueden estar mediados por la médula espinal o los ganglios periféricos, pero el control de la conducta que se basa en la información sensorial, necesita la capacidad de integrar la información de un cerebro centralizado.
Desde una perspectiva filosófica dualista, lo que hace al cerebro especial en comparación con los otros órganos, es que forma la estructura física en donde se presenta el correlato material de las distintas actividades de la mente. Por su parte, las corrientes filosóficas materialistas descartan la idea de que exista una entidad no-material que ejerza causalidad sobre lo físico. Otras corrientes defienden que la realidad, más allá de concepciones dicotómicas o monistas, está integrada por diversas dimensiones, y que distintas ramas del conocimiento se ocupan de aspectos distintos. De esta manera, la ciencia experimental, de acuerdo con su método, no puede decidir sobre la existencia de una supuesta entidad inmaterial.
Durante las primeras etapas de la psicología, se creyó que la mente debía separarse del cerebro. Sin embargo, posteriormente, los científicos realizaron experimentos que llegaron a determinar que la mente era un componente en el funcionamiento cerebral, por la expresión de ciertos comportamientos basados en su medio ambiente externo y el desarrollo de su organismo. Los mecanismos por los cuales la actividad cerebral da lugar a la conciencia y al pensamiento son muy difíciles de comprender: a pesar de los múltiples y rápidos avances científicos, mucho acerca de cómo funciona el cerebro sigue siendo un misterio. En la actualidad, las operaciones de las células cerebrales individuales son comprendidas con más detalle, pero la forma en que cooperan entre los conjuntos de millones ha sido muy difícil de descifrar. Asimismo, los enfoques más prometedores tratan el cerebro como una «computadora biológica», totalmente diferente en el mecanismo de las computadoras electrónicas, pero similar en el sentido que adquieren la información del mundo circundante, la almacenan y la procesan de múltiples formas.
En este artículo se comparan las propiedades de los cerebros de toda la gama de especies animales. Existe un artículo específico para el cerebro humano.

## Características generales
El cerebro en los vertebrados es el mayor órgano del sistema nervioso central y forma parte del centro de control de todo el cuerpo. En humanos, también es responsable del pensamiento, la memoria, las emociones, el habla y el lenguaje.
Frecuentemente se utiliza de manera equivocada el término «cerebro» como sinónimo de encéfalo. En realidad, el cerebro solamente es la parte anterior y más voluminosa de todo el encéfalo. 
En los vertebrados el cerebro se encuentra ubicado en la cabeza, protegido por el cráneo y en cercanías de los aparatos sensoriales primarios de la visión, el oído, el olfato, el gusto y el sentido del equilibrio.

En los vertebrados el encéfalo se divide en tres partes: cerebro, cerebelo y tronco del encéfalo (o tronco cerebral). 
En los Homo sapiens el cerebro humano representa solo el 2 % de nuestro peso corporal y consume el 20 % de energía, es el órgano más grasoso del cuerpo. [cita requerida]
Los cerebros son sumamente complejos. La complejidad de este órgano emerge por la naturaleza de la unidad que permite su funcionamiento: la neurona. Estas se comunican entre sí por medio de largas fibras protoplasmáticas llamadas axones, que transmiten trenes de pulsos de señales denominados potenciales de acción a partes distantes del cerebro o del cuerpo depositándolas en células receptoras específicas.
Los cerebros controlan el comportamiento provocando la contracción de los músculos, o estimulando la secreción de sustancias químicas como algunas hormonas.
Las esponjas que no poseen un sistema nervioso central, son capaces de coordinar las contracciones de sus cuerpos y hasta su locomoción.

### Sustancia gris y sustancia blanca

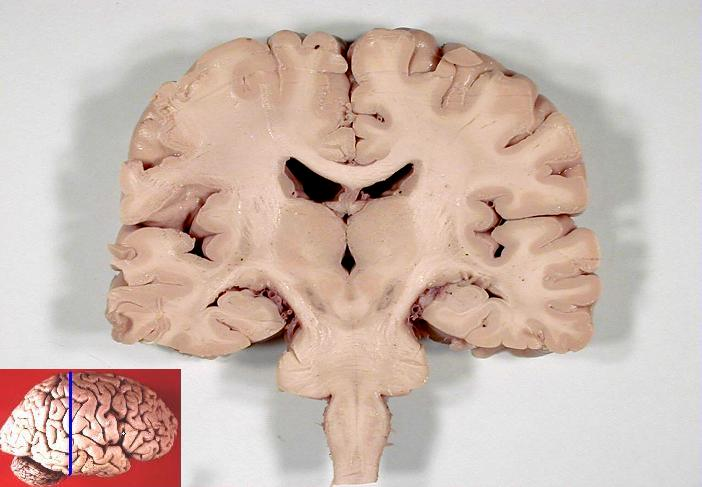
Corte de un cerebro humano en el que pueden apreciarse las áreas formadas por sustancia gris y sustancia blanca.

Si se observa a simple vista un corte del cerebro pueden apreciarse dos zonas de aspecto diferente. Una de ellas de color más oscuro se llama sustancia gris y está formada por los cuerpos neuronales, la otra más clara se llama sustancia blanca y está constituida por los axones cubiertos de mielina que parten de las neuronas para transmitir el impulso nervioso. La sustancia blanca está formada por las vías por la que se transmite la información a distancia dentro del sistema nervioso, mientras que la sustancia gris se constituye por los cuerpos de las neuronas que es donde se generan los impulsos.
En la superficie del cerebro de los vertebrados se encuentra la corteza cerebral que está formada por sustancia gris, por debajo se sitúa una masa central de sustancia blanca que envuelve un conjunto de núcleos de sustancia gris situados en el centro del cerebro, entre los que se incluye el tálamo y los llamados ganglios basales o núcleos basales.

### Neurona

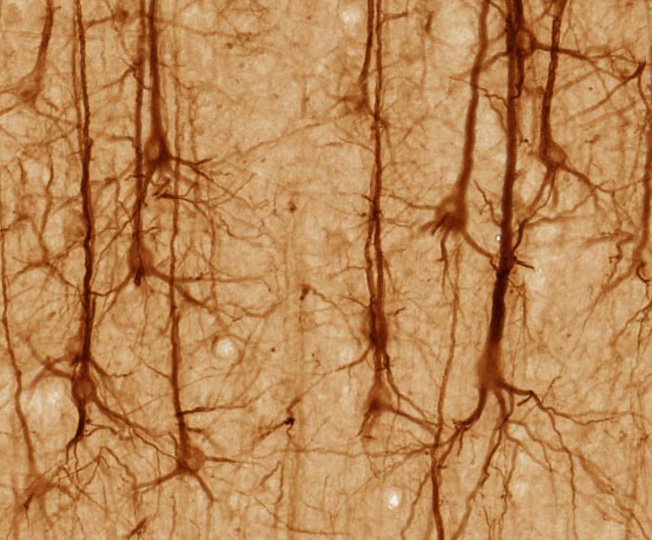
Neuronas de la corteza cerebral.

La neurona es la unidad básica sobre la que está construido el cerebro. Según estimaciones recientes, un encéfalo humano promedio dispone de alrededor de  86 × 109 o 86 000 000 000 (86 mil millones) de neuronas. Una neurona es una célula que se ha especializado en la transmisión de los impulsos nerviosos que consta de un cuerpo celular o soma, un gran número de pequeñas prolongaciones llamadas dendritas y una prolongación principal que puede ser muy larga y recibe el nombre de axón, el cual a su vez puede ramificarse en muchas ramas al final de su recorrido. El axón se forma en un engrosamiento del cuerpo celular y se extiende a distancias variables que oscilan entre algunos micrómetro (μm) y más de un metro (m) en algunas neuronas de ciertas localizaciones. Las conexiones que se establecen entre dos neuronas reciben el nombre de sinapsis. Según el principio de conectividad específica establecido por Ramón y Cajal, las neuronas no se conectan entre sí aleatoriamente, sino que establecen conexiones específicas en determinados lugares con otras células nerviosas, por lo que la aparente maraña de ramificaciones que se observa cuando se mira a través del microscopio una muestra de tejido cerebral no es un conjunto de conexiones al azar, sino una red de contactos entre células perfectamente organizado que es la que hace posible el funcionamiento del sistema nervioso y todas las actividades cerebrales.
Cada neurona integra continuamente numerosos impulsos eléctricos que recibe a través de sus dendritas y emite una respuesta única a través de su axón. Existen neuronas sensitivas que captan la información procedente de los diferentes sentidos y neuronas motoras que emiten impulsos que generan los movimientos musculares voluntarios, pero la mayor parte de las que existen en el cerebro son interneuronas que forman parte de circuitos anatómicos muy precisos.

### Neurotransmisores

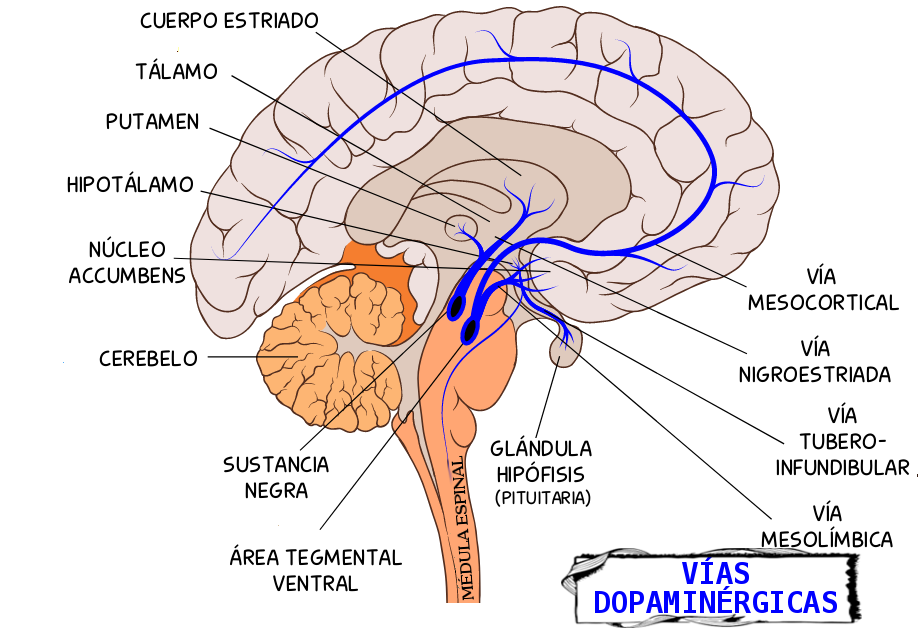
Vías dopaminérgicas en el encéfalo.

Un neurotransmisor es una sustancia química producida por las neuronas que se libera al espacio sináptico de una sinapsis química por la acción de un impulso nervioso o potencial de acción. Interacciona con un receptor específico en la neurona postsináptica donde produce una determinada respuesta que puede ser excitatoria o inhibitoria. Los neurotransmisores son un aspecto fundamental en la función del cerebro.
Existen diferentes sustancias que actúan como neurotransmisores, algunas de las más importantes son las siguientes: GABA, acrónimo de ácido g-aminobutírico, serotonina, acetilcolina, dopamina, noradrenalina y endorfina. Las vías dopaminérgicas, por ejemplo, son rutas de neuronas que funcionan con la dopamina como neurotransmisor. Estas vías son de gran interés en la función del cerebro y se ha comprobado que su alteración puede provocar diferentes enfermedades, entre ellas la enfermedad de Parkinson.

## Anatomía comparada
Algunos bilaterales poseen «cerebros» muy simples como los  platelmintos, los nematodos o los hemicordados.

Un tipo de hemicordado, el llamado «gusano bellota» posee un sistema nervioso con plexos nerviosos en la trompa, en el anillo del cuello y en el tronco.

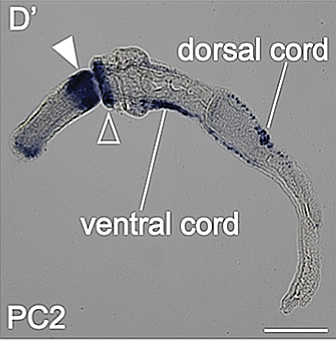
Punta de flecha blanca: plexo de la trompa. Punta de flecha vacía: plexo de los anillos del cuello. Cordón dorsal y cordón ventral (en violeta), en S. kowalevskii.

En la trompa se activa un centro de señalización similar al prosencéfalo;  otro está activo en el collar de tejido justo debajo de la trompa parecido al mesencéfalo; y se puede encontrar un centro parecido al rombencéfalo donde el collar se une al tronco del gusano.
Tres grupos de animales, tienen cerebros notablemente complejos:
1. los artrópodos (por ejemplo, los insectos, los crustáceos),
2. los cefalópodos (pulpos, calamares y moluscos similares) y
3. los craniados (vertebrados principalmente).

El cerebro de los artrópodos y los cefalópodos surge desde un par de nervios paralelos que se extienden a lo largo del cuerpo del animal. El cerebro de los artrópodos tiene grandes lóbulos ópticos por detrás de cada ojo para el procesado visual y un cerebro central con tres divisiones.
En los insectos, el cerebro se puede dividir en cuatro partes: los lóbulos ópticos, que localizados tras los ojos, procesan los estímulos visuales; el protocerebro, que responde al olfato; el deutocerebro, que recibe la información de los receptores táctiles de la cabeza y las antenas; y el tritocerebro.
En los cefalópodos, el cerebro se divide en dos regiones separadas por el esófago del animal y conectadas por un par de lóbulos. Reciben el nombre de masa supraesofágica y masa subesofágica.
El cerebro de los craniados se desarrolla desde la sección anterior de un único tubo nervioso dorsal, que más tarde se convierte en la médula espinal, luego la médula espinal (siempre evolutiva y filogenétiamente) habría veccionado (usando la terminología de Piaget o evolucionado complejificándose y transformándose sucesivamente en el puente de Varolio y el tronco encefálico; ya en los peces y, principalmente, en los tetrápodos primitivos (anfibios, reptiles) habría surgido el «cerebro límbico» (sistema límbico). Los craniados tienen el cerebro protegido por los huesos del neurocráneo. Los vertebrados se caracterizan por el aumento de la complejidad de la corteza cerebral a medida que se sube por los árboles filogenético y evolutivo. El gran número de circunvoluciones que aparecen en el cerebro de los mamíferos es característico de animales con cerebros avanzados. Estas convoluciones surgieron de la evolución para proporcionar más área superficial (con más materia gris) al cerebro: el volumen se mantiene constante a la vez que aumenta el número de neuronas. Por ello, es la superficie, y no el volumen (absoluto ni relativo), lo que condiciona el nivel de inteligencia de una especie. Este es un error muy común que debe ser tenido en cuenta. No obstante, si comparásemos dos cerebros de la misma especie, podríamos aproximar que hay más posibilidades que el cerebro más grande de los dos tenga una mayor superficie, aunque tampoco esto es definitorio de la cualidad intelectiva cognitiva, sino que se considera como factor clave para mayores capacidades intelectivas y cognitivas a la arquitectura del cerebro: por ejemplo los Homo neanderthalensis podían tener cerebros tan voluminosos o más que los del Homo sapiens actual, pero la arquitectura cortical de sus cerebros estaba más dedicada a controlar sus fuertes musculaturas, mientras que en los Homo sapiens las áreas corticales más desarrolladas se ubican en las zonas dedicadas al lenguaje simbólico, y las áreas prefrontales y frontales —en especial del hemisferio izquierdo— en donde se realizan las síntesis que dan por resultado procesos elaborados de reflexión, cognición e intelección.

## Neurogénesis
Se llama neurogénesis a la producción, diferenciación y migración de nuevas neuronas en el sistema nervioso. Hasta los años 60 del siglo XX se creía que era imposible que esto ocurriera en la vida adulta y se consideraba que las mismas neuronas que existían en el momento del nacimiento perduraban hasta la muerte sin incorporación de nuevas unidades. En la segunda mitad del siglo XX se publicaron varios estudios que contradecían este antiguo dogma de la biología. Actualmente está comprobado que en el cerebro humano y de los mamíferos existen dos áreas de neurogénesis adulta, el hipocampo y la zona ubicada por debajo de los ventrículos laterales del cerebro. Se ha observado que determinados procesos de aprendizaje dependientes del hipocampo como el aprendizaje espacial en un laberinto actúan como estimulantes del proceso de neurogénesis.
Las células madre son las que dan origen a las nuevas neuronas, no obstante, la capacidad regenerativa del cerebro es muy escasa en comparación con otros tejidos del organismo.

## Neuroplasticidad
La neuroplasticidad, es el proceso de modificación de la organización neuronal del encéfalo a resultas de la experiencia. El concepto se sustenta en la capacidad de modificación de la actividad de las neuronas, y como tal fue descrita por el neurocientífico polaco Jerzy Konorski. La capacidad de modificar el número de sinapsis, de conexiones neurona-neurona, o incluso del número de células, da lugar a la neuroplasticidad. Históricamente, la neurociencia concebía durante el siglo XX un esquema estático de las estructuras más antiguas del encéfalo así como de la neocorteza. No obstante, hoy día se sabe que las conexiones encefálicas varían a lo largo de la vida del adulto, así como es también posible la generación de nuevas neuronas en áreas relacionadas con la gestión de la memoria (hipocampo, giro dentado). Este dinamismo en algunas áreas del encéfalo del adulto responde a estímulos externos, e incluso alcanza a otras partes del encéfalo como el cerebelo.

## Anatomía
El cerebro forma parte del encéfalo. El encéfalo se divide en tres partes: cerebro, cerebelo y tronco cerebral. De ellas el cerebro es la de mayor peso y volumen de neuronas.

### Morfología

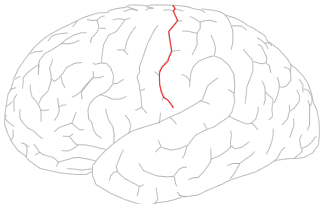
Surco central del cerebro o cisura de Rolando

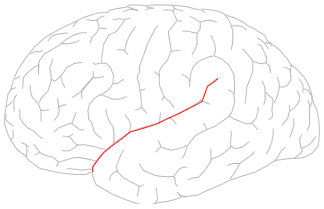
Surco lateral del cerebro o cisura de Silvio

El cerebro de los vertebrados está dividido en dos hemisferios, comunicados mediante el cuerpo calloso. La superficie se denomina corteza cerebral está constituida por la sustancia gris.

Cada hemisferio cerebral posee varias cisuras que dividen la corteza cerebral en lóbulos. La superficie de los lóbulos se encuentra marcada por surcos cerebrales que delimitan circunvoluciones.

Subyacente a la corteza se encuentra la sustancia blanca.
En un humano adulto se estima que la neocorteza cerebral contiene ~20 000 000 000 (veinte mil millones,  1,6-2 × 1010) de neuronas.

#### Ventrículos cerebrales
El cerebro humano posee en su interior 4 ventrículos cerebrales intercomunicados que están llenos de un líquido claro llamado líquido cefalorraquídeo.

#### Lóbulos
Cada hemisferio posee varias cisuras que subdividen, más o menos claramente, la corteza cerebral en lóbulos:
- El lóbulo frontal está limitado por la cisura de Silvio y la cisura de Rolando.
- El lóbulo parietal está delimitado por delante por la cisura de Rolando, por debajo por la cisura de Silvio y por detrás por la cisura occipital.
- El lóbulo occipital está limitado por las cisuras perpendicular externa e interna, por delante; no existe ningún límite en la cara interior del mismo. Se sitúa en la parte posterior del cerebro.
- El lóbulo temporal está delimitado por la cisura de Silvio y se localiza en una posición lateral.
- El lóbulo de la Ínsula, que no es visible desde el exterior, se encuentra en la parte interna del cerebro; se observa abriendo la cisura de Silvio.

#### Tálamo
El tálamo está situado por encima del tronco del encéfalo, casi en el centro del cerebro. Mide alrededor de 3 cm de largo y está formado por materia gris es decir el soma de células neuronales. Cumple la función de estación de relevo de las señales nerviosas y centro de integración donde se procesan los impulsos sensoriales antes de continuar su recorrido hasta la corteza cerebral. También recibe señales que siguen la dirección opuesta y llegan al tálamo procedente de la corteza cerebral.

#### Hipotálamo
El hipotálamo es una pequeña región del cerebro formada por sustancia gris. Está situado inmediatamente debajo del tálamo. Tiene el tamaño aproximado de una almendra y desempeña importantes funciones, entre ellas enlazar el sistema nervioso con el sistema endocrino a través de la hipófisis.

#### Ganglios basales
Los ganglios basales en realidad deberían llamarse núcleos basales pues no son verdaderos ganglios. Son un conjunto de estructuras cerebrales formadas por sustancia gris que están situados debajo de la corteza y desempeñan importantes funciones, una de las principales es el control de los movimientos voluntarios, pero también intervienen en el procesamiento de la información sensorial y en aspectos relacionados con la memoria y las emociones. Están conectados con la corteza cerebral y funcionan con un alto grado de integración. Pueden diferenciarse los siguientes:
- Cuerpo estriado, formado por el núcleo caudado, el putamen y el núcleo accumbens.
- Globo pálido.
- Sustancia negra
- Núcleo subtalámico.

#### Hipocampo
El hipocampo es una estructura cerebral que desempeña importantes funciones en la memoria y la orientación espacial. Está formado por materia gris y procede del lóbulo temporal, aunque se ubica por debajo de la corteza cerebral. Debe su nombre a que su forma recuerda en cierto modo a la de un caballito de mar. El hipocampo forma parte del sistema límbico y es una de las pocas regiones del cerebro en la que se produce el fenómeno de la neurogénesis (formación de nuevas neuronas).

#### Cuerpo calloso

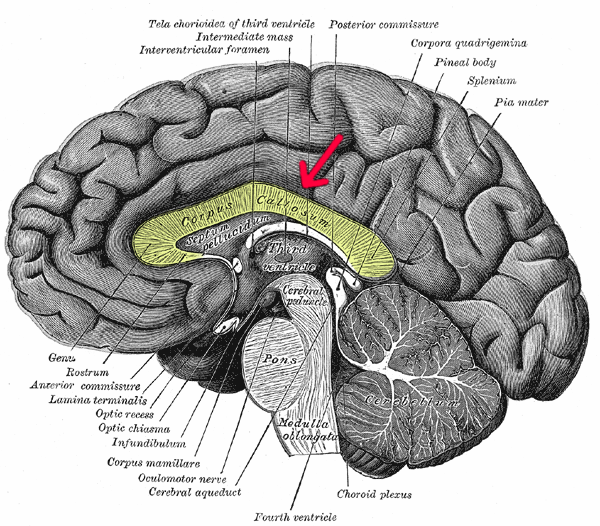
Visión medial del cerebro. La flecha roja indica la situación del cuerpo calloso (corpus callosum) que sirve de comunicación entre el hemisferio cerebral derecho e izquierdo.

El cuerpo calloso es una importante estructura del cerebro que está formada por fibras que actúan como vía de comunicación entre el hemisferio cerebral derecho y el izquierdo, con la finalidad de que ambos funcionen de forma conjunta y complementaria.

#### Cápsula interna
La cápsula interna es un grueso conjunto de fibras nerviosas tanto ascendentes como descendentes que comunican la corteza con las regiones inferiores del sistema nervioso central, las fibras son de origen diverso, pero muchas de ellas transportan información motora o sensitiva. En su trayecto pasan cerca de la región del tálamo y los ganglios basales. La cápsula interna es una región muy sensible, cualquier lesión en esta zona daña numerosas fibras nerviosas y provoca en consecuencia déficits neurológicos graves.

#### Imágenes animadas

Hipocampo
Núcleo caudado
Cuerpo calloso
Diencéfalo (tálamo e hipotálamo)

### Funciones
El cerebro procesa la información sensorial, tanto la visual como la táctil, auditiva y olfatoria. Las áreas motoras controlan y coordinan el movimiento, mientras que las áreas de asociación son las responsables de funciones complejas como la memoria y el razonamiento. Los ganglios basales actúan en la coordinación del movimiento, mientras que el sistema límbico es responsable de las respuestas emocionales. Aunque ciertas zonas del cerebro se encargan de determinadas funciones, se trata de un sistema con alto grado de integración que se relaciona además con otras partes del encéfalo como el cerebelo encargado de coordinar secuencias complejas de movimientos iniciados por las áreas motoras y el tronco del encéfalo.

#### Función motora

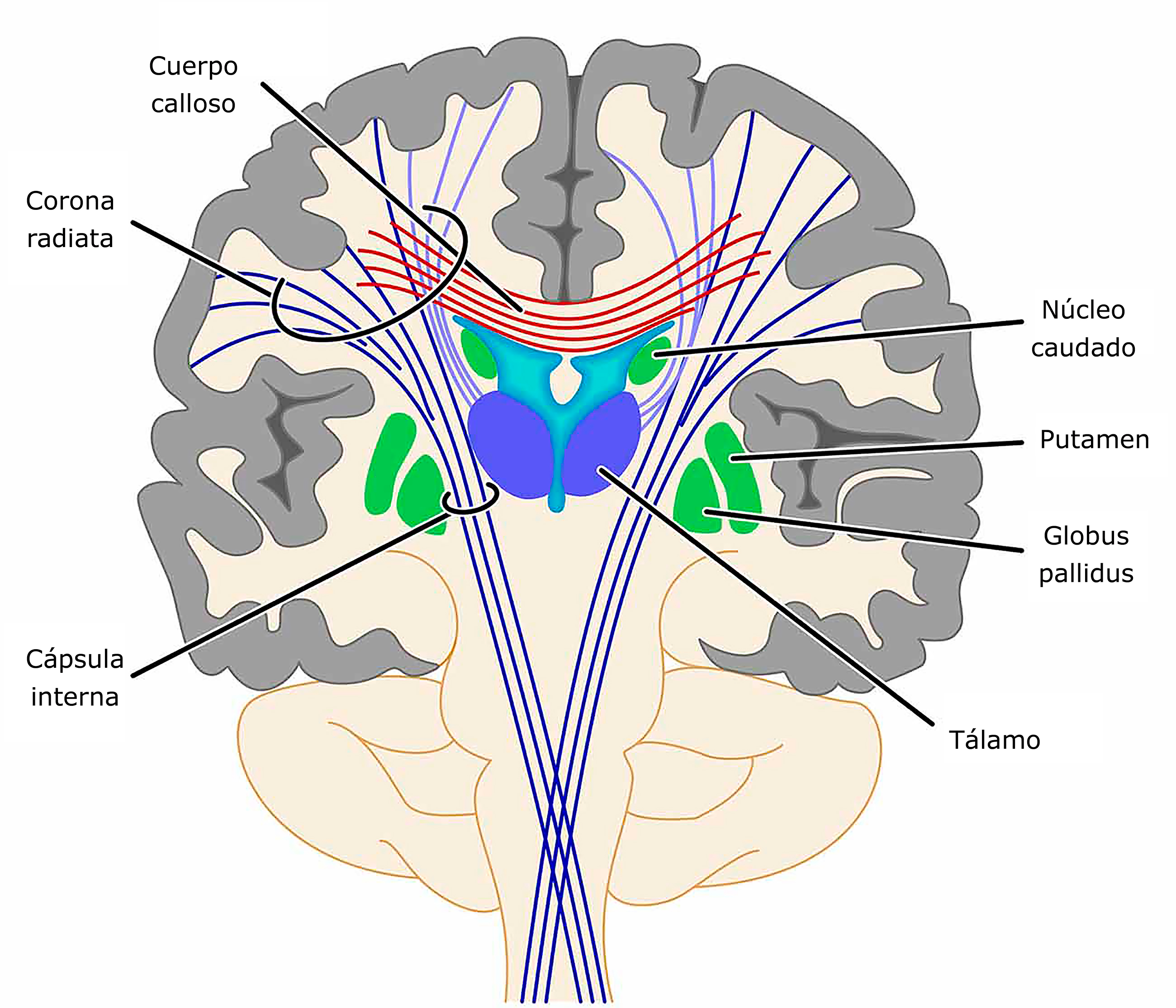
Corte vertical del cerebro en el que puede observarse la trayectoria de la vía piramidal.

La función motora del cerebro se lleva a cabo principalmente a través de la vía piramidal o corticoespinal, un grupo de fibras nerviosas que parten de neuronas situadas en la corteza motora primaria situada en la parte posterior del lóbulo frontal y terminan en el asta anterior de la médula espinal, donde enlazan con una segunda neurona de la que parten axones que confluyen en los diferentes nervios motores que hacen posible el control voluntario de la musculatura de todo el cuerpo. La vía piramidal se cruza en la base del tronco del cerebro, en la llamada decusación de las pirámides, de tal forma que las fibras provenientes del hemisferio cerebral derecho controlan los músculos de la mitad izquierda y las del hemisferio cerebral izquierdo la mitad derecha. Esta vía es de gran importancia pues es la que permite realizar los movimientos necesarios para la mayor parte de las funciones vitales, entre ellas desplazarse, hablar, masticar, etc. Si se lesiona la vía piramidal se produce parálisis de los músculos correspondientes.

#### Percepción del dolor
El dolor se define como una experiencia sensorial y emocional desagradable relacionada con un daño tisular real o potencial. Tiene la función de aviso o advertencia para informar de un peligro que se debe evitar, previniendo de esta forma lesiones más graves.
La sensación de dolor se inicia en determinados receptores situados en los tejidos que reciben el nombre de nociceptores y son sensibles al daño tisular. Los impulsos nerviosos generados por estos receptores llegan a través de los nervios sensitivos hasta el asta posterior de la médula espinal, desde donde suben a través de un haz de fibras nerviosas llamado espino talámico hasta alcanzar el encéfalo. Llegan primero a la región del tálamo, desde donde alcanzan la corteza sensitiva del lóbulo temporal que es donde la señal se procesa y la sensación de dolor se hace consciente.
Existen diferentes enfermedades de origen congénito en las que las personas afectadas son incapaces de percibir el dolor. Este grupo de trastornos se conoce genéricamente como insensibilidad congénita al dolor, suele acompañarse de falta de sensibilidad a la temperatura y provoca importantes problemas de salud, entre ellos lesiones ósea o en la piel que pasan desapercibidas pues la persona no siente dolor alguno tras traumatismos graves y continua su actividad habitual sin percatarse de que ha sufrido una fractura ósea o una herida.

#### Capacidades cognitivas
En los lóbulos parietales se desarrolla el sistema emocional y el sistema valorativo. El sistema emocional —aunque compromete a todo el cerebro, y en retroalimentación, a todo el cuerpo del individuo— se ubica principalmente en el área bastante arcaica llamada sistema límbico, dentro del sistema límbico las dos amígdalas cerebrales, se focalizan las emociones básicas (temor, agresión, placer) que tenemos y que damos cuando algo o alguien interfiere en la actividad que esté haciendo en el exterior. 

Por otra parte está el sistema valorativo, este es la relación que existe entre los lóbulos prefrontales (que como su nombre lo indica está atrás de la frente) y las amígdalas cerebrales, esa «relación física» se llama hipocampo.[cita requerida]

#### Cerebro y lenguaje

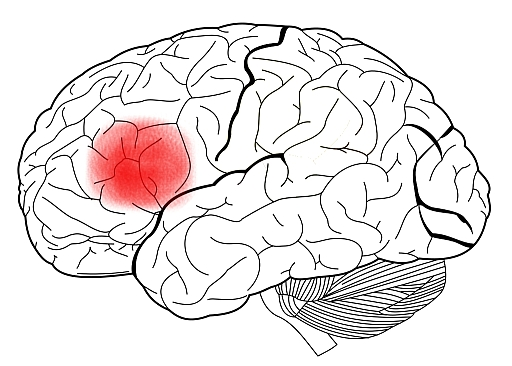
Área de Broca.

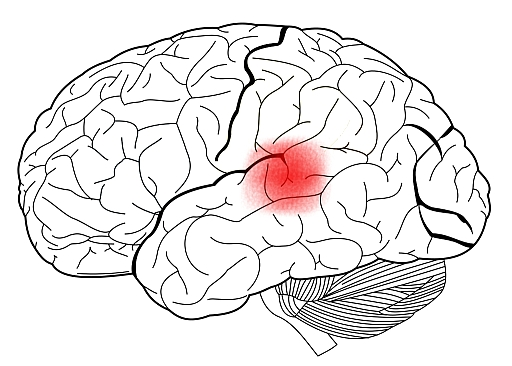
Área de Wernicke.

La gran mayoría de los procesos que permiten el lenguaje se llevan a cabo en diferentes áreas de asociación. Existen dos áreas bien identificadas, las cuales son consideradas vitales para la comunicación humana: el área de Wernicke y el área de Broca. Estas áreas están localizadas en el hemisferio dominante (que es el izquierdo en el 97 % de las personas) y son consideradas las más importantes en cuanto a procesamiento de lenguaje. Esta es la razón por la cual el lenguaje es considerado como una función lateralizada. Sin embargo, el hemisferio no dominante también participa en el lenguaje, aunque existen cuestionamientos acerca del nivel de participación de las áreas localizadas en dicho hemisferio.
El área de Wernicke, se conoce así en honor al neurólogo que la describió por primera vez. Está especialmente desarrollada en el hemisferio dominante para el lenguaje, que, generalmente suele ser el lado izquierdo. El desarrollo de esta área permite alcanzar niveles altos de comprensión y procesar la mayor parte de las funciones intelectuales del cerebro. Se encarga de la decodificación de lo oído y de la preparación de posibles respuestas. Es importante para la comprensión de palabras y en los discursos significativos.
Da paso después al área de Broca, también conocida como el área motora de las palabras, que se conecta con el área de Wernicke mediante el fascículo longitudinal superior. Se ubica en la corteza prefrontal, en la parte anterior de la porción inferior de la corteza motora primaria, cercana a la fisura lateral (FL). En la mayoría de los casos, es dominante en el lado izquierdo del cerebro. Su función es permitir la realización de los patrones motores para la expresión de las palabras, articulando el lenguaje hablado y también el escrito. Es la responsable de la formación de las palabras en la que se activa el accionamiento de los músculos fonadores, es decir laríngeos, respiratorios y de la boca, para asegurar la producción de sonidos articulados, lo que tiene lugar en el área motora primaria, de donde parten las órdenes a los músculos fonadores. Además se conecta con el área motora suplementaria, que tiene relación con la iniciación del habla.

#### Diferencias funcionales entre hemisferios
Aun cuando ambos hemisferios humanos son opuestos, no son la imagen geométrica invertida uno del otro. Desde un punto de vista puramente morfológico son asimétricos. Esta asimetría depende de una pauta de expresión génica también asimétrica durante el desarrollo embrionario del individuo y se ha comprobado que no es exclusiva de la especia humana, pues está presente, aunque en menor grado, en parientes cercanos en la filogenia al humano como puede ser el chimpancé.
El estudio de impresiones craneales de antepasados del género Homo tiene entre sus objetivos determinar la presencia o no de asimetría en el telencéfalo, puesto que es un rasgo de aumento de la especialización, de una capacidad cognitiva más compleja.
Las diferencias funcionales entre hemisferios son mínimas y solo en algunas pocas áreas se han podido encontrar diferencias en cuanto a funcionamiento, existiendo excepciones en personas que no se observaron diferencias. Las áreas actualmente más conocidas especializadas en el lenguaje son la de Broca y la de Wernicke, aunque al hacer un proceso lingüístico es probable que todo el cerebro esté involucrado —casi indudablemente las áreas de la memoria participan en el proceso del lenguaje—. Las áreas de Broca y de Wernicke se encuentran, en la mayoría de los individuos, en el hemisferio izquierdo. Por su parte, las áreas más involucradas en la lógica y actividades intelectuales se ubican principalmente en la corteza prefrontal, teniendo quizás las áreas temporales izquierdas gran importancia para procesos de análisis y síntesis como los que permiten hacer cálculos (matemáticos); estas áreas dotan al individuo de mayor capacidad de adaptación al medio, pero con procesos de aprendizaje mucho más dilatados, y como tal más dependientes de sus progenitores durante la etapa de cría. 